# Stadion Feijenoord
Stadion Feijenoord, poznatiji po nadimku De Kuip (bačva), nogometni je stadion u Rotterdamu, Nizozemska. Sagrađen je 1937. godine, a ime je dobio po gradskom distriktu "Feijenoord" u Rotterdamu i po nogometnom klubu "Feyenoord"  (iako je klub tek 1973. ime promijenio u "Feyenoord").
Stadion je do 1949. bio kapaciteta od 64.000, maksimalno 69.000. Danas, kapacitet stadiona je 51.177.
Stadion koristi nogometni klub Feyenoord, jedan od najjačih klubova u Nizozemskoj. Također, dugo je vremena bio domaći stadion nizozemskoj nogometnoj reprezentaciji te je ugostio više od 150 međunarodnih utakmica, a prva od njih bila je protiv Belgije, 2. svibnja 1937. Uz to, rekordnih devet finala UEFA-inih natjecanja odigrano je na Feijenoord Stadionu. Zadnje od njih igrano je 2002., u finalu Kupa UEFA gdje je Feyenoord (slučajno kao domaćin) svladao Borussiju Dortmund rezultatom 3:2.
Godine 2000. Feijenoord Stadion bio je domaćin finala Europskog prvenstva, u kojem je Francuska pobijedila Italiju u produžetcima.

## De Nieuwe Kuip
Trenutno se dizajnira novi stadion za Feyenoord. Već je dobio nadimak "De Nieuwe Kuip", a bit će samo nekoliko stotina metara udaljen od sadašnjeg Feijenoord Stadiona, na obali rijeke Nieuwe Maas. Feyenoordovi službenici su izrazili želju za novim stadionom, ali sa starom atmosferom De Kuipa. Kapacitet novog stadiona bit će oko 80.000 do 100.000 sjedala. Novi bi se stadion trebao završiti 2016., točno pred Svjetsko nogometno prvenstvo 2018., koje se moglo održati u Nizozemskoj, ali je domaćinstvo otišlo Rusiji. Međutim, konkurirat će za domaćina OI 2028. godine, za koje se Rotterdam kandidirao. Konačni dizajn novog stadiona bit će prihvaćen u sljedećih par godina.

## Vanjske poveznice
- Feijenoord Stadion iz zraka (Google Maps)  Arhivirana inačica izvorne stranice od 6. lipnja 2022. (Wayback Machine)
- 3D format na Google Earth  Arhivirana inačica izvorne stranice od 6. studenoga 2013. (Wayback Machine)

| Prethodnik:     | Domaćin finala Kupa prvaka 1972. | Nasljednik: |
| Wembley Stadium | Domaćin finala Kupa prvaka 1972. | Marakana    |

| Prethodnik:      | Domaćin finala Kupa prvaka 1982. | Nasljednik:                |
| Parc des Princes | Domaćin finala Kupa prvaka 1982. | Olimpijski stadion u Ateni |